# Laura Manzanedo
Laura Manzanedo, también conocida como LM, (Madrid, 18 de marzo de 1976) es una locutora de radio, actriz y presentadora de televisión española.

## Biografía
Estudió danza española en la Real Escuela Superior de Danza e interpretación en la Real Escuela Superior de Arte Dramático de Madrid. Ha participado en numerosas series como El auténtico Rodrigo Leal encarnando a Raquel Villamil o Quítate tú pa' ponerme yo encarnando a Alejandra. Aunque su papel más relevante fue el de Clara en la serie Al salir de clase donde interpretaba a una lesbiana enamorada de Miriam, que luego evolucionó hacia la bisexualidad, ya que se convirtió en un personaje fijo, manteniendo relaciones con varios personajes.
También ha intervenido en otras series televisivas como El comisario, Un paso adelante, Casi perfectos, A ver si llego y Odiosas.
En el cine, su película principal fue Más de mil cámaras velan por tu seguridad como Susana en 2002. También formó parte del reparto del largometraje Rojo sangre estrenado en 2004, en 2009 obtuvo un papel secundario en la película estha-te y en 2010 se incorporó al rodaje de la película Molta merda.
En 2004 participó en la tercera edición de La selva de los famosos en Antena 3 donde fue la 9.ª expulsada tras 33 días, posteriormente fue repescada y consiguió llegar casi hasta la final siendo la penúltima expulsada. Un año más tarde protagonizó la serie El auténtico Rodrigo Leal para la sobremesa de Antena 3. Durante ese mismo año realizó un cameo en Matrimonio con hijos, serie de Cuatro. El 30 de abril de 2006 empiezan sus colaboraciones como actriz principal y reportera en el programa Odiosas de TVE.
En octubre de 2007 se incorporó al reparto de la serie de Telecinco Yo soy Bea. En mayo de 2008 dieron inicio sus colaboraciones en el late night Condición femenina de Canal Català TV y en diciembre acude también como colaboradora al programa El sexómetro de Cuatro.
Durante el año 2008 fue presentadora del programa de Antena 3 Llama TV y formó parte del reparto de la serie de Telecinco A ver si llego que se estrenó a principios de 2009. Desde el 12 de enero de 2009 hasta febrero de 2016 su popularidad se volvió a incrementar debido a su paso como locutora en el late night Ponte a prueba de Europa FM donde coincidió con otros rostros como Uri Sabat o Daniela Blume. El programa, ganador de un Premios Ondas, realizó diversos tours y encuentros con los oyentes.
En mayo de 2014 concursó en el programa de saltos de trampolín ¡Mira quien salta! en Telecinco consiguiendo resistir hasta más allá del ecuador del programa. A finales de agosto de ese mismo año acudió como colaboradora al late night Hable con ellas (Telecinco) para realizar una sección de contenido sexual en el programa.
Con motivo del 30 aniversario de Telecinco asistió como invitada especial al programa El concurso del año en 2020. En 2022 acudió a Sálvame en la semana del Orgullo LGTB y coincidiendo con el 20 aniversario del final de Al Salir de Clase para analizar su paso por la serie y comentar cómo fue realizar el primer papel de chica lesbiana en una serie de éxito en nuestro país.
En enero de 2023 se estrenó 'Mala Praxis' la ficción sonora de Podium Podcast en la que da vida a la anestesista protagonista.

## Filmografía

### Películas
| Películas | Películas                                 | Películas    | Películas            |
| Año       | Título                                    | Personaje    | Notas                |
| --------- | ----------------------------------------- | ------------ | -------------------- |
| 2003      | Más de mil cámaras velan por tu seguridad | Susana       | Papel principal      |
| 2004      | Rojo Sangre                               | Yola         | Papel secundario     |
| 2010      | La sombra del pasado                      | Elisabeth    | Cortometraje         |
| 2010      | Molta Merda                               | Librera      | Papel coprotagonista |
| 2012      | Cambio de planes                          | Susana Gómez | Cortometraje         |
| 2016      | Tres son multitud                         | María        | Cortometraje         |
| 2017      | Cosmética Terror                          | Frutera      | Papel secundario     |

### Series
| Series de ficción | Series de ficción         | Series de ficción   | Series de ficción |
| Año               | Título                    | Personaje           | Notas             |
| ----------------- | ------------------------- | ------------------- | ----------------- |
| 1998              | Quítate tú pa'ponerme yo  | Alejandra           | 13 episodios      |
| 1998-2001         | Al salir de clase         | Clara del Río       | 624 episodios     |
| 2003-2005         | El comisario              | Pepa Ledesma        | 2 episodios       |
| 2004              | Un paso adelante          | Belinda             | 1 episodio        |
| 2005              | Casi Perfectos            | Personaje episódico | Antena 3          |
| 2005              | El auténtico Rodrigo Leal | Raquel Villamil     | 76 episodios      |
| 2006              | Matrimonio con hijos      | Personaje episódico | Cuatro            |
| 2007              | Yo soy Bea                | Amaya               | 12 episodios      |
| 2011-2012         | Háztelo Mirar             | Web serie           | Antena 3          |
| 2023              | Mala Praxis               | Dra Gloria          | Podium Podcast    |

### Teatro
| Obras de teatro | Obras de teatro                   | Obras de teatro | Obras de teatro  |
| Año             | Título                            | Personaje       | Notas            |
| --------------- | --------------------------------- | --------------- | ---------------- |
| 1996            | La malquerida                     | Bailarina       | Papel menor      |
| 1999-2000       | El aborto estable de la B         | Laura           | Papel principal  |
| 2002-2003       | Volveremos a hablar de esta noche | Sandra          | Papel principal  |
| 2008            | Boys don't life                   | Mujer           | Papel secundario |
| 2010-2012       | Ponte a bailar                    | Presentadora    | Papel secundario |

### Programas de radio
2009-2016 | Ponte a prueba | Europa FM | Copresentadora |

### Programas de televisión
2004 | La selva de los famosos | Antena 3 | Concursante |
2006 | Odiosas | TVE | Presentadora |
2007-2008 | Llama TV | Call TV | Presentadora |
2007 | Mira Quién Baila Gala F.A.O. | TVE | Invitada |
2008 | El sexómetro | Cuatro | Invitada |
2008-2009 | Pasapalabra | Telecinco | Invitada |
2008-2009 | Condició Femenina | Canal Català TV | Copresentadora |
2009 | Password | Cuatro | Invitada |
2009-2010 | Gran Hermano: El Debate| Telecinco | Colaboradora |
2010 | El marco | Antena 3 | Colaboradora |
2011 | El programa de Ana Rosa | Telecinco | Invitada |
2011 | La Noria | Telecinco | Colaboradora |
2014 | ¡Mira quién salta! | Telecinco | Concursante |
2014 | Hable con ellas | Telecinco | Colaboradora |
2015 | Todo va bien | Cuatro | Colaboradora |
2020 | El concurso del año | Cuatro | Invitada |
2022 | Sábado Deluxe | Telecinco | Invitada |
2022 | Sálvame | Especial Orgullo LGTB | Telecinco | Invitada |